# Auriac (Corrèze)
Auriac ist eine französische Gemeinde mit 219 Einwohnern (Stand 1. Januar 2022) im Département Corrèze in der Region Nouvelle-Aquitaine. Die Einwohner nennen sich Auriacois(es).

## Geografie
Die Gemeinde liegt im Zentralmassiv in der Xaintrie rund zwei Kilometer südlich der Dordogne und ist von ausgedehnten Wäldern umgeben. Tulle, die Präfektur des Départements, befindet sich rund 45 Kilometer nordwestlich und Argentat 25 Kilometer südwestlich sowie Aurillac im Cantal etwa 50 Kilometer südöstlich.
Nachbargemeinden von Auriac sind Laval-sur-Luzège im Norden, Soursac im Nordosten, Rilhac-Xaintrie im Osten, Saint-Julien-aux-Bois im Süden, Saint-Privat im Südwesten, Darazac und Bassignac-le-Haut im Westen sowie Saint-Merd-de-Lapleau im Nordwesten.

## Wappen
Beschreibung: In Gold ein roter Löwe.

## Bevölkerungsentwicklung
| Jahr      | 1962 | 1968 | 1975 | 1982 | 1990 | 1999 | 2007 | 2016 |
| Einwohner | 457  | 377  | 305  | 287  | 250  | 216  | 218  | 231  |

## Persönlichkeiten
- Denis Tillinac (* 1947), französischer Schriftsteller, Herausgeber und Journalist